# Eisler - Brecht: Canciones
Eisler - Brecht: Canciones es un álbum de estudio del cantante checo-chileno Hans Stein y el compositor y pianista chileno Cirilo Vila, lanzado en 1971 por el sello DICAP en Santiago de Chile.
La contratapa del disco incluye una amplia biografía de ambos músicos, desde su niñez y juventud hasta la época actual de su lanzamiento, así como los nombres de las canciones en castellano y alemán. Todas las canciones vienen precedidas por un texto recitado por el actor Rubén Sotoconil, de corte marcadamente socialista, y que fraternizan con la entonces República Democrática Alemana. Como lo dice el título del álbum, la música está compuesta por el compositor alemán Hanns Eisler y los textos pertenecen al dramaturgo y poeta, también alemán, Bertolt Brecht, salvo el tema 8 escrito por Johannes R. Becher.

## Lista de canciones
Todas las letras escritas por Bertolt Brecht, salvo 8. escrito por Johannes R. Becher, toda la música compuesta por Hanns Eisler. 
| Eisler - Brecht: Canciones |                                                    |          |  |
| N.º                        | Título                                             | Duración |  |
| 1.                         | «Canción de paz»                                   |          |  |
| 2.                         | «Balada de la rueda del agua»                      |          |  |
| 3.                         | «Noche de tormenta»                                |          |  |
| 4.                         | «Balada de la ramera de los judíos, Marie Sanders» |          |  |
| 5.                         | «Canción española»                                 |          |  |
| 6.                         | «El hombre de las tropas de asalto»                |          |  |
| 7.                         | «Canción de la solidaridad»                        |          |  |
| 8.                         | «Alemania»                                         |          |  |
| 9.                         | «Esclavo, quién te liberará?»                      |          |  |
| 10.                        | «Loas al socialismo»                               |          |  |
| 11.                        | «Madre Beinleim»                                   |          |  |
| 12.                        | «Miserere alemán»                                  |          |  |
| 13.                        | «Retorno»                                          |          |  |
| 14.                        | «Canción del frente popular»                       |          |  |

## Créditos
Intérpretes
- Cirilo Vila: piano, acompañamiento de orquesta, arreglos y dirección.
- Hans Stein: tenor
- Orlando Gutiérrez: clarinete en 11.
- Rubén Sotoconil: versión en castellano y recitación.